# Tebela
Tebela (également appelée Tabala, ou Humbo Tabala, en wolaitta : Xabala, en amharique : ጠበላ) est une ville et un woreda du sud de l'Éthiopie. Située dans la zone Wolayita, elle fait partie de la région des nations, nationalités et peuples du Sud jusqu'au transfert de la zone dans la région Éthiopie du Sud en août 2023.
Tebela se trouve une quinzaine de kilomètres au sud de Sodo.
Peuplée de 6 247 habitants au recensement national de 2007, elle est le chef-lieu du woreda Humbo.
Ayant obtenu le statut de woreda, elle forme désormais un district urbain d'environ 3,4 km2 de superficie enclavé dans Humbo.